# 2941 Alden
2941 Alden è un asteroide della fascia principale. Scoperto nel 1930, presenta un'orbita caratterizzata da un semiasse maggiore pari a 2,1513637 UA e da un'eccentricità di 0,0897796, inclinata di 3,24257° rispetto all'eclittica.